# 지식충전소
지식충전소는 KBS 해피FM에서 방송했던 라디오 프로그램이다.
2008년 4월 21일에 첫방송을 시작해 역대로 시간대가 변경되어 방송됐으나 2010년 4월 18일 방송을 마지막으로 2년만에 폐지되었다.

## 진행
- 김희수, 서여경

## 역대 방송시간
| 방송 채널  | 방송 기간                          | 방송 시간                |
| ---------- | ---------------------------------- | ------------------------ |
| KBS 해피FM | 2008년 4월 21일 ~ 2008년 11월 16일 | 매일 밤 9:35 ~ 밤 10:00  |
| KBS 해피FM | 2008년 11월 17일 ~ 2010년 4월 18일 | 매일 저녁 7:35 ~ 밤 8:00 |